# Non è vero che l'amore cambia il mondo
Non è vero che l'amore cambia il mondo è  il secondo singolo estratto dalla raccolta Cronologia di Marco Masini, scritto con Antonio Iammarino.
Il brano enuncia il fatto che a volte, in maniera sbagliata, ci si aggrappa all'amore come unica speranza di cambiamento della propria vita.

## Videoclip
Il videoclip del singolo è stato pubblicato il 7 maggio 2015, per la regia di Luca Tartaglia.